# Melissa Reid (triathlon)
Ne doit pas être confondu avec Melissa Reid (golf).
Pour les articles homonymes, voir Reid.
Melissa Reid née le 15 novembre 1990 dans le Nottinghamshire est une triathlète handisport anglaise, double championne d'Europe TRI-6b/PTVI (2013, 2017) et championne du monde de Paratriathlon TRI-6b (2013).

## Palmarès triathlon
Le tableau présente les résultats les plus significatifs (podium) obtenus sur le circuit international de paratriathlon depuis 2013,. 
| Année | Paratriathlon                                 | Pays        | Position           | Temps           |
| ----- | --------------------------------------------- | ----------- | ------------------ | --------------- |
| 2017  | Championnats du monde de paratriathlon PTVI   | Pays-Bas    | Médaille de bronze | 1 h 17 min 5 s  |
| 2017  | Championnats d'Europe de paratriathlon PTVI   | Autriche    | Médaille d'or      | 1 h 12 min 44 s |
| 2016  | Jeux paralympiques de Rio PT5                 | Brésil      | Médaille de bronze | 1 h 14 min 7 s  |
| 2016  | Championnats du monde de paratriathlon PT5    | Pays-Bas    | Médaille de bronze | 1 h 14 min 31 s |
| 2015  | ITU Series PT5 - Étape de Londres             | Royaume-Uni | Médaille d'or      | 1 h 1 min 36 s  |
| 2015  | ITU Series PT5 - Étape d'Aguilas              | Espagne     | Médaille d'or      | 1 h 14 min 53 s |
| 2014  | Championnats du monde de paratriathlon PT5    | Canada      | Médaille d'argent  | 1 h 10 min 9 s  |
| 2014  | ITU Series PT5 - Étape de Madrid              | Espagne     | Médaille d'or      | 1 h 19 min 19 s |
| 2014  | ITU Series PT5 - Étape de Londres             | Royaume-Uni | Médaille d'or      | 1 h 7 min 30 s  |
| 2014  | Championnats d'Europe de paratriathlon PT5    | Autriche    | Médaille d'argent  | 1 h 12 min 28 s |
| 2014  | ITU Series PT5 - Étape d'Iseo                 | Italie      | Médaille d'or      | 1 h 13 min 3 s  |
| 2013  | Championnats d'Europe de paratriathlon TRI-6b | Turquie     | Médaille d'or      | 1 h 7 min 37 s  |
| 2013  | Championnats du monde de paratriathlon TRI-6b | Pays-Bas    | Médaille d'or      | 1 h 13 min 24 s |